# Gran Turismo (film)
Gran Turismo er en amerikansk film fra 2023 af Neill Blomkamp.

## Medvirkende
- Archie Madekwe som Jann Mardenborough
- David Harbour som Jack Salter
- Orlando Bloom som Danny Moore
- Darren Barnet som Matty Davis
- Djimon Hounsou som Steve Mardenborough
- Geri Halliwell som Lesley Mardenborough